# Pedro Henrique de Bragança
 (février 2020).
 (janvier 2020).
Pedro Henrique de Bragança Sousa Tavares Mascarenhas da Silva (né le 19 janvier 1718 à Granja de Alpriate, mort le 26 juin 1761), premier Duc de Lafões et premier-né mâle de Miguel de Bragança et de Luísa Antonia Casimira de Sousa Nassau e Ligne, est un aristocrate portugais, visionnaire et intellectuel du XVIIIe siècle qui sert comme magistrat en tant que greffier de justice dans les tribunaux des rois Jean V et José I du Portugal. 
Profondément dévoué, il est aussi le moteur et la vision artistique de la première phase de la construction du Palacio do Grilo. Ce privilège est étroitement lié au fait d'être l'un des principaux prétendants de la future reine Marie Ire du Portugal,.

## Baptême
Pedro Henrique de Bragança est baptisé le 17 février 1718 au Palais des Ducs de Lafões (voir : Palacio do Grilo) par le Patriarche de Lisbonne Tomás de Almeida. Le roi Jean V, son oncle et son parrain, accompagné de l'infant Antoine-François de Portugal et de François de Portugal sont présents à cette occasion. Le secrétaire d'État de l'époque, Diogo de Mendonça Corte-Real, a déclaré que dans cet acte, Sa Majesté le Roi João V a fait en sorte que Pedro Henrique de Bragança, Duc de Lafões, hériterait plus tard de tous les titres, ordres et propriétés à la mort de son père.

## Éducation
Pedro Henrique de Bragança reçoit une éducation privilégiée dans tous les aspects du savoir. Parlant couramment plusieurs langues européennes ainsi que des langues asiatiques, il est également un spécialiste de l'Histoire sacrée et profane, tant nationale que d'autres royaumes, ce qui lui permet d'acquérir des connaissances diversifiées.

## La vie
Lorsque Dom Pedro arrive au poste de Regedor de Justiças du royaume en 1749, le magistrat ordonne non seulement d'habiller tous les prisonniers qui n'ont que des haillons, mais aussi de payer toutes leurs dettes, en dépensant environ 12 000 croisés pour cet exploit.
Pendant le Séisme du 1er novembre 1755 à Lisbonne, D. Pedro ne ménage pas ses efforts pour aider à reconstruire après le chaos qui a submergé d'un seul coup toute la ville de Lisbonne et ses environs.

## La progéniture
Bien qu'il ne se soit jamais marié, le duc entretenait une relation amoureuse avec Luisa Clara du Portugal, la fleur de myrte, de laquelle est née Ana de Bragança.

## Palacio do Grilo
Pedro Henrique de Bragança étant l'un des principaux candidats à la main de Maria Ire, avec le Prince Pierre III. Toute sa vision pour la reconstruction du Palacio do Grilo a toujours été liée à l’idée d’un songe, à une certaine fantaisie architecturale d'un royaume des rêves, rendue en partie réelle. Il pense que la réalité n'est possible qu'à travers une vision du monde transversale.

## Mort
Pedro Henrique de Bragança est tombé malade dans l'année qui a suivi le tremblement de terre, probablement en raison de ses efforts inlassables pour reconstruire Lisbonne, transportant régulièrement des corps sans vie.
Il fut malade pendant quatre ans avant de mourir, et passa la dernière année en exil de la cour du roi Joseph Ier à sa Quinta de Alpriate, pour avoir refusé d'éclairer le palais à l'occasion du mariage du roi Joseph.